# Pompier professionnel
Pour les articles homonymes, voir Pompier (homonymie).
Un pompier professionnel est un sapeur-pompier dont c'est l'activité principale, contrairement à un pompier volontaire. Les pompiers professionnels sont souvent des fonctionnaires, employés par l'État ou les collectivités territoriales (municipalités, départements, régions, etc.), mais dans certains endroits, ce service public est délégué à des entreprises privées (comme c'est le cas, par exemple, dans deux tiers des villes du Danemark via l'entreprise Falck).

## Organisation
Les pompiers professionnels travaillent dans une caserne avec un système de gardes (parfois appelés « pauses ») qui varie selon les pays et les casernes entre 8, 12 ou 24 heures (avant un repos au moins équivalent). La plupart d'entre eux exerce cette activité à plein temps, cependant certains l'exercent à temps partiel. Ils peuvent néanmoins, dans certains cas, exercer parallèlement une activité de sapeur-pompier volontaire, et sous certaines conditions, des activités privées rémunérées. Lors de leurs gardes, leur principale mission est d'assurer les interventions sur le terrain, que ce soient de type pompiers (incendies, accidents, sauvetages etc.) ou d'aide médicale urgente (dans la plupart des pays mais pas tous). Dans certaines casernes ils s'occupent également de l'entretien de cette dernière et des véhicules ainsi, parfois, que de l'administratif.

## Différence avec les pompiers volontaires
Les sapeurs-pompiers professionnels ont un salaire fixe mensuel. Ils s'opposent en ce sens aux sapeurs-pompiers volontaires qui ont une autre profession principale (parfois celle-ci est d'être pompier professionnel), et qui doivent effectuer leurs heures de pompier soit après leur travail (par des gardes casernées ou à domicile où ils sont rappelés via un bipeur ou par GSM), soit pendant leurs heures (s'ils en ont l'autorisation) délaissant ainsi leur activité pour se rendre à la caserne lorsqu'une intervention survient. Dans les pays où ces derniers sont rémunérés, ils le sont généralement à l'heure ou à la sortie.

## Recrutement des sapeurs pompiers professionnels

### France
Le recrutement des sapeurs-pompiers se fait par voie de concours :
Sapeurs-pompiers non officiersCes concours sont organisés par les services départementaux d'incendie et de secours. Ils ont lieu soit en concours externe soit en concours réservé aux sapeurs-pompiers volontaires.
Officiers 
Ce concours est organisé par le ministère de l'Intérieur (par concours externe et interne). Il est également possible d'accéder à ce grade par l'obtention d'un examen professionnel.
La réussite à l'un de ces concours permettra au lauréat d'être inscrit sur une liste d'aptitude. Il pourra alors faire acte de candidature, en fonction du concours obtenu, sur un emploi disponible dans tous les services départementaux d'incendie et de secours. Les candidats ayant subi avec succès toutes les épreuves du concours sont inscrits sur une liste d'aptitude nationale pour une durée de quatre ans. Dans le cas où il n'aurait pas trouvé de poste dans un délai de quatre ans, le candidat devra concourir à nouveau. Étant inscrit sur cette liste ils doivent alors postuler dans les services d'incendie et de secours afin d'être recrutés. Une fois recrutés par un département ils sont employés en qualité de stagiaires pour une année, pendant laquelle ils reçoivent leur formation initiale.
Au bout de cette période, ils peuvent être titularisés.

### Luxembourg
Les seuls pompiers professionnels du Grand-Duché de Luxembourg sont ceux de la ville de Luxembourg et de l'aéroport de Luxembourg-Findel, dont les corps sont regroupés depuis 2018 au sein du Corps grand-ducal d'incendie et de secours.

### Suisse
Chaque corps professionnel organise son propre recrutement, bien que les aspirants sapeurs-pompiers doivent satisfaire aux exigences du brevet fédéral de sapeur-pompier professionnel — celui-ci garantissant l'homogénéité de la formation et la reconnaissance du métier — et posséder préalablement un certificat fédéral de capacité dans une profession de base, ou une formation de niveau 2 reconnue. Les aspirants retenus par chaque corps suivent ensuite une des trois écoles de formation actives en Suisse (deux écoles germanophones et une école latine regroupant les aspirants romands et tessinois).
La formation dure 25 semaines réparties en 3 modules, suivies d'environ 50 semaines de stages au sein de différents corps de sapeurs-pompiers professionnels. C'est seulement au plus tôt après 18 mois de formation que les aspirants peuvent se présenter aux examens du brevet fédéral de sapeur-pompier professionnel et intégrer définitivement le corps qui les a engagés.

## Les différents grades

### France

#### Hommes du rang
À la suite de la réforme de la filière SPP de 2012, les sapeurs et caporaux de sapeurs-pompiers professionnels constituent un cadre d'emplois de sapeurs-pompiers professionnels non officiers de catégorie C.
Ce cadre d'emplois comprend les grades de sapeur, de caporal et de caporal-chef de sapeurs-pompiers professionnels. Ils relèvent respectivement des échelles de C1 à C3 de rémunération.

##### Sapeur
Le recrutement au grade de sapeur de sapeurs-pompiers professionnels est effectué sans concours conformément aux dispositions de l'article 38 de la loi du 26 janvier 1984. Ce recrutement est ouvert aux sapeurs-pompiers volontaires justifiant de trois ans au moins d'activité en cette qualité ou en qualité de jeune sapeur-pompier, de volontaire civil de sécurité civile, de sapeur-pompier auxiliaire ou de militaire de la brigade de sapeurs-pompiers de Paris, du bataillon des marins-pompiers de Marseille ou des unités d'instruction et d'intervention de la sécurité civile et ayant validé la totalité des unités de valeur de la formation initiale.

##### Caporal
Recrutement par concours externe, ou par concours externe réservé aux sapeurs-pompiers volontaires, justifiant de trois ans au moins d'activité en cette qualité ou en qualité de jeune sapeur-pompier, de volontaire du service civique assurant des missions de sécurité civile, de sapeur-pompier auxiliaire ou de militaire de la brigade de sapeurs-pompiers de Paris, du bataillon des marins-pompiers de Marseille ou des unités d'instruction et d'intervention de la sécurité civile et ayant suivi avec succès la formation initiale de sapeur-pompier volontaire de 2e classe ou une formation jugée équivalente.:Les caporaux et les caporaux-chefs participent à ces missions en qualité de chef d'équipe, sous réserve d'avoir satisfait aux obligations de formation définies par arrêté du ministre de l'intérieur, les caporaux-chefs ayant vocation à participer aux interventions nécessitant un niveau d'expertise supérieur. Les caporaux et les caporaux-chefs peuvent subsidiairement effectuer des tâches d'équipier. Peuvent être promus au choix au grade de caporal les sapeurs de 1re classe justifiant, au 1er janvier de l'année au titre de laquelle est établi le tableau d'avancement, de trois ans au moins de services effectifs dans leur grade.

##### Caporal-chef
Peuvent être promus au choix au grade de caporal-chef les caporaux justifiant, au 1er janvier de l'année au titre de laquelle est établi le tableau d'avancement, d'un an d'ancienneté dans le 4e échelon et d'au moins cinq ans de services effectifs dans ce grade. :

#### Sous-officiers
Les sous-officiers de sapeurs-pompiers professionnels constituent un cadre d'emplois de sapeurs-pompiers professionnels non officiers de catégorie C. Ce cadre d'emplois comprend les grades de sergent et d'adjudant de sapeurs-pompiers professionnels.

##### Sergent
Ils participent à ces missions en qualité de chef d'agrès d'un engin comportant une équipe, sous réserve d'avoir satisfait aux obligations de formation définies par arrêté du ministre de l'intérieur. Ils peuvent subsidiairement effectuer des tâches de chef d'équipe ou d'équipier.
Les sergents qui ont au moins trois ans d'ancienneté dans leur grade reçoivent l'appellation de sergent-chef.

##### Adjudant
Ils participent à ces missions en qualité de chef d'agrès tout engin, sous réserve d'avoir satisfait aux obligations de formation définies par arrêté du ministre de l'intérieur. Ils peuvent subsidiairement effectuer des tâches de chef d'agrès d'un engin comportant une équipe, de chef d'équipe ou d'équipier (recrutement par avancement de grade).
Les adjudants qui ont au moins trois ans d'ancienneté dans leur grade reçoivent l'appellation d'adjudant-chef.

#### Officiers
Les officiers de sapeur-pompier professionnel sont répartis en 3 cadres d'emplois : les lieutenants (catégorie B), les officiers de catégorie A, et les officiers supérieurs (catégorie A).

##### Lieutenants
Ce cadre d'emplois de catégorie B est découpé en 3 grades :
- Lieutenant de 2e classe
- Lieutenant de 1re classe
- Lieutenant hors-classe

##### Capitaines, Commandants et Lieutenants-colonels
Ce cadre d'emplois de catégorie A est découpé en 3 grades :
- Capitaine

- Commandant

- Lieutenant-colonel

##### Cadre d'emplois de conception et de direction
Créé par le décret n°2016-2002 du 30 décembre 2016, ce cadre d'emplois de catégorie A est découpé en 3 grades :
- Colonel
- Colonel hors-classe
- Contrôleur général, galon à plusieurs « bûchers » (équivalents chez les pompiers aux étoiles chez les militaires)
  - 2 « bûchers » pour les fonctions de directeur départemental d'un SDIS ou dans un autre poste (ministère, état-major de zone, etc.) ;
  - 3 « bûchers » pour les officiers investis de responsabilités particulières à l'État ;
  - 4 « bûchers » pour le directeur des sapeurs-pompiers ;
  - 5 « bûchers » pour le directeur général de la DGSCGC[3].

### Suisse
- Sapeur
- Appointé
- Caporal (sous-officier)
- Sergent (sous-officier)
- Sergent-major (sous-officier supérieur)
- Adjudant (sous-officier supérieur)
- Lieutenant (officier)
- Premier-lieutenant (officier)
- Capitaine (officier)
- Major (officier)
- Lieutenant-colonel (officier)

Selon l'importance de celui-ci, le commandant, c'est-à-dire l'officier placé à la tête d'un corps de sapeurs-pompiers, porte le grade de capitaine ou de major, plus rarement de lieutenant-colonel.

## Les différentes spécialités

### France
1. Des spécialités d'intervention peuvent être confiées aux sapeurs-pompiers de seconde classe, caporal, sergent, et adjudant en fonction de leurs qualifications, des formations acquises et de leurs aptitudes médicales.
  - Groupes d'interventions subaquatiques. Ces groupes effectuent des missions de sauvetages, d'assistances et de recherches diverses (véhicules, personnes...)
  - Équipes cynotechniques (accompagnés de chiens). Elles sont spécialisées en recherche dans les décombres (Tremblement de terre, effondrement, explosion...) ou en recherche de personnes disparues.
  - Groupes de reconnaissance et d'intervention en milieux périlleux (GRIMP). Parmi les missions de sauvetages réalisées par les sapeurs pompiers, certaines se déroulent parfois dans des milieux très difficiles d'accès (puits, grottes, ravins...) et nécessitent l'emploi de techniques et savoir-faire particuliers. Ces actions délicates sont conduites par des équipes spécialisées utilisant des méthodes et des matériels largement inspirés ou issues de la montagne et de la spéléologie. La spécialité GRIMP permet d'intervenir en reconnaissance ou en sauvetage dans les milieux naturels ou artificiels où les moyens traditionnels des secours sont inadaptés ou trop risqués.
  - Cellules mobiles d'intervention chimiques et radiologique (CMIC-CMIR). Ces sapeurs-pompiers interviennent lors d'incendies industriels, de pollution, d'accident chimique ou encore d'accident mettant en cause des produits radioactifs.
  - Conduite d'engins (conduite et manœuvre des véhicules d'intervention engins-pompes (fourgon d'incendie), moyens élévateur aérien, grue, embarcation)
  - Feux de forêt (incendie en milieu forestier)
  - Intervention en Site Souterrain (ISS- Principalement du Secours en spéléo)
  - Equipe Canyon(CAN - Intervention en Canyon )
  - Ainsi que les équipes de secours en montagnes, les équipes de sauvetage déblaiement...
2. La prévention Dans un pays où l'urbanisme et le développement industriel sont en pleine expansion, rien ne vaut les conseils d'hommes expérimentés. Les sapeurs-pompiers interviennent à tous les niveaux d'un projet de construction. Les architectes viennent consulter les bureaux de prévention pour intégrer les normes de sécurité à leurs projets. Les sapeurs-pompiers étudient les « dossiers avant construction » des établissements recevant du public (école, hôpital, centre administratif, hôtel...), en intégrant l'évolution des matériaux et des recherches sur le comportement au feu. Ils effectuent des visites de contrôle sur le terrain avant la mise en exploitation du bâtiment et l'ouverture au public, ainsi que des visites régulières des systèmes de sécurité. Si les sapeurs-pompiers n'évitent pas toujours la naissance d'un sinistre, ils peuvent tout au moins en limiter les conséquences en intervenant ainsi en amont.
3. Membre du service de santé et de secours médical SSSM : 
  - Médecins sapeurs-pompiers
  - Vétérinaires sapeurs-pompiers
  - Infirmiers sapeurs-pompiers
  - Pharmaciens sapeurs-pompiers